# Pithecoctenium
Pithecoctenium Mart. ex Meisn.,  es un género de plantas de la familia Bignoniaceae que tiene 48 especies de bejucos.

## Descripción
Son bejucos, con las ramitas agudamente hexagonales con costillas desprendibles, sin campos glandulares interpeciolares; pseudoestípulas espatuladas, no persistentes. Hojas 2–3-folioladas, a veces con zarcillos trífidos, éstos frecuentemente divididos por lo menos 15 veces; folíolos ovados a subredondeados, 3.3 cm de largo y 2–14.7 cm de ancho, ápice acuminado, base cordada, membranáceos, variablemente pubescentes a casi glabros; peciólulos y pecíolos tetragonales. Inflorescencia un racimo terminal o panícula racemosa de pocas–15 flores blancas; cáliz cupular, truncado a ligeramente 5-denticulado con dientes submarginales; corola gruesa y carnosa, tubular campanulada pero doblada en el medio, densamente pubescente por fuera con tricomas más o menos moniliformes; ovario cortamente cilíndrico, abultado en el medio, densamente pubescente. Cápsula redondeado-oblonga a elíptica, 12–31 cm de largo y 5.2–7.5 cm de ancho, hasta 3.5 cm de grueso, la superficie fuertemente equinado-tuberculada; semillas delgadas, cuerpo café con alas hialinas, 2.3–4.1 cm de largo y 4.5–9.5 cm de ancho.

## Taxonomía
El género fue descrito por  Mart. ex Meisn.  y publicado en Plantarum vascularium genera secundum ordines ... 1: 300. 1840. La especie tipo es: Pithecoctenium echinatum (Jacq.) Baill

## Especies seleccionadas
| - Pithecoctenium aubletii - Pithecoctenium botryoides - Pithecoctenium buccinatorium - Pithecoctenium calystegiodes | - Pithecoctenium calystegioides - Pithecoctenium carolinae - Pithecoctenium catharinae - Pithecoctenium cinereum |